# Luperaria
Luperaria là một chi bọ cánh cứng trong họ Chrysomelidae.
Chi này được miêu tả khoa học năm 1993 bởi Medvedev.

## Các loài
Chi này gồm các loài:
- Luperaria elongata Medvedev, 1993